# ماريان بينش
ماريان بينش (بالسيريلية الصربية: Маријан Бенеш)‏ (11 يونيو 1951 - 4 سبتمبر 2018) هو ملاكم محترف يوغوسلافي يصنف ضمن فئة وزن خفيف الوسط بدأ مسيرته الاحترافية سنة 1977. شارك في دورة الألعاب الأولمبية الصيفية سنة 1976.

## إحصائيات
خاض خلال مسيرته 394 نزالا، فاز في 309 وتعادل في 1 وخسر في 29. فاز بالضربة القاضية في 7 نزالا.

## روابط خارجية
- ماريان بينش على موقع بوكس ريك (الإنجليزية) (registration required)
- ماريان بينش على موقع أوليمبيديا (الإنجليزية)